# Pero Kvrgić
Pero Kvrgić (Srpske Moravice; 4 de marzo de 1927-23 de diciembre de 2020) fue un actor de origen croata.

## Carrera
Kvrgić nació en Srpske Moravice, de padre serbio y madre austríaca. Se formó como actor en las escuelas del Teatro Nacional de Croacia en Zagreb (HNK) después de la Segunda Guerra Mundial.
Se unió a HNK en 1949, permaneciendo hasta que cofundó el Gavella Drama Theatre en 1953. Regresó a HNK en 1986 antes de retirarse en 1988. Continuó actuando después de su jubilación. Su obra de larga data Stilske vježbe, adaptada de Exercises in Style, se ha producido desde 1970, protagonizada por Kvrgić y Lela Margitić.